# Nguyễn Cao Kỳ Duyên (người mẫu)
Nguyễn Cao Kỳ Duyên (sinh ngày 13 tháng 11 năm 1996) là một nữ người mẫu kiêm nhân vật truyền hình người Việt Nam. Cô nổi danh sau khi đăng quang Hoa hậu Việt Nam 2014, khi đó cô là sinh viên năm thứ nhất khoa Kinh tế đối ngoại thuộc Trường Đại học Ngoại thương.
Năm 2024, cô tiếp tục chiến thắng tại cuộc thi Miss Universe Vietnam. Với danh hiệu này, cô trở thành đại diện cho đất nước tham gia đấu trường Hoa hậu Hoàn vũ 2024 tại Mexico và đạt top 30 chung cuộc.

## Tiểu sử
Gia đình cô có 4 người. Bố mẹ cô kinh doanh áo cưới, anh trai cô (Nguyễn Tuấn Linh) là một kỹ sư công nghệ thông tin. Vì hâm mộ người dẫn chương trình hải ngoại Nguyễn Cao Kỳ Duyên nên cha mẹ cô đã đặt tên cô theo nghệ sĩ này. Cô bắt đầu học tiếng Pháp từ năm lớp 4, sau đó cô trở thành học sinh lớp chuyên Pháp tại Trường Trung học cơ sở Trần Đăng Ninh và sau này là Trường Trung học phổ thông chuyên Lê Hồng Phong, Nam Định. Năm 2014, cô thi đỗ vào Trường Đại học Ngoại thương với số điểm là 23 khối D3 (thi 3 môn Toán, Ngữ văn và Tiếng Pháp). Tuy nhiên, cô đã ngừng việc học tại đây do lý do cá nhân.

## Sự nghiệp

### Trở thành Hoa hậu Việt Nam 2014
Trong cuộc thi Hoa hậu Việt Nam 2014, cô còn đoạt giải thưởng phụ Người đẹp Biển. Cô được mô tả là là người tự tin, ham học hỏi, luôn có bản lĩnh khi giao tiếp, ứng xử. Cô còn có sở thích đánh cầu lông theo tiết lộ của mẹ cô, Lê Thị Thêm.
Sau đêm đăng quang đã có nhiều ý kiến trái chiều về vị trí Hoa hậu của Kỳ Duyên. Một bộ phận tỏ ra không hài lòng khi cô đăng quang ngôi vị cao nhất cuộc thi Hoa hậu Việt Nam 2014 và cho rằng cô không xứng đáng bằng Á hậu 1 Nguyễn Trần Huyền My. Một bộ phận khác lại tỏ ra rất đồng tình và ủng hộ Kỳ Duyên bởi cô có một sắc vóc hợp chuẩn cùng vẻ đẹp thanh tú nhưng khá ấn tượng của một nữ sinh tuổi 18.
Á hậu 2 của cuộc thi Nguyễn Lâm Diễm Trang cũng có những nhận xét tích cực về Hoa hậu Nguyễn Cao Kỳ Duyên: "Tôi thấy hoa hậu rất xứng đáng. Cô ấy học giỏi, đậu đại học với số điểm rất cao, lại còn học trường chuyên và lý lịch trong sạch. Ngay cả chiều cao, nhan sắc cũng rất khá."
Sau cuộc thi Ban giám khảo nhận được nhiều câu hỏi cho rằng danh hiệu hoa hậu chưa thật sự thuyết phục khán giả. Trưởng ban giám khảo - ông Lê Cảnh Nhạc - cho biết, việc chấm điểm các thí sinh hoa hậu diễn ra rất chặt chẽ từ vòng đầu đến tận đêm cuối cuộc thi. Điểm số dành cho từng thí sinh là tổng điểm các vòng chấm, trong đó quan trọng là các vòng chấm trực diện, các giải phụ và những gì mà thí sinh thể hiện trong đêm chung kết. Vòng chấm trực diện thông qua các chỉ số của nhân trắc học. "Các chỉ số đó chỉ có ban giám khảo biết rõ, chúng tôi chấm từ gương mặt đến giọng nói. Kỹ năng giao tiếp đối thoại chiếm 40% tổng số điểm và sau đó là các phần thi áo dài, áo tắm - 20%, trang phục dạ hội - 10%, trả lời ứng xử - 10% điểm. Khán giả chỉ nhận biết được thí sinh qua ánh đèn sân khấu còn ban giám khảo tiếp xúc với thí sinh trong quá trình dài từ sơ khảo đến chung khảo. Chúng tôi xin khẳng định kết quả cuối cùng là hoàn toàn xứng đáng và khách quan", ông Lê Cảnh Nhạc khẳng định.
Ngày 20 tháng 12 năm 2014, Kỳ Duyên đã có bài phát biểu bằng tiếng Pháp trước sinh viên Đại học ngoại thương. Tuy nhiên, người xem nhận xét Kỳ Duyên nói tiếng Pháp kém, hay mắc lỗi và phát âm sai dù cô đã học tiếng Pháp suốt 7 năm ở phổ thông và học chuyên tiếng Pháp tại trường cấp 3.

### Sự nghiệp sau này
Năm 2016, Kỳ Duyên nhận được lời mời đại diện Việt Nam tham gia cuộc thi Hoa hậu Trái Đất nhưng cô đã từ chối do các vụ bê bối. Đến năm 2017, cô từng chủ động nêu ý kiến muốn được đại diện Việt Nam tham gia các đấu trường quốc tế, cụ thể là Hoa hậu Thế giới hoặc Hoa hậu Hoàn vũ nhưng không được chấp nhận. Sau một thời gian bị vướng vào scandal, từ đầu 2018, sự nghiệp người mẫu thời trang của Nguyễn Cao Kỳ Duyên phát triển vượt bậc, được khán giả ghi nhận.
Mặc dù không xuất thân từ người mẫu chuyên nghiệp nhưng với thần thái lạnh lùng, cô được nhiều nhà thiết kế hàng đầu trong nước tin tưởng giao vị trí vedette. Cô có tham gia một số hoạt động thời trang, chẳng hạn như làm huấn luyện viên tại The Look 2017 và Siêu mẫu Việt Nam 2018. Cô cũng được mời đến vị trí huấn luyện viên cho Hoa hậu Thể thao Việt Nam 2022 và The Face Vietnam 2023 cùng với siêu mẫu Minh Triệu năm 2023.
Năm 2024, Kỳ Duyên thông báo với khán giả về việc đăng ký dự thi Miss Universe Vietnam 2024 và nhận được sự chú ý của truyền thông. Ngày 14 tháng 9 năm 2024, trên sân khấu chung kết, cô trả lời ứng xử tại Top 3 như sau:
Vẻ đẹp của cô gái không thể hoàn toàn đại diện cho cả một đất nước nhưng câu chuyện của cô ấy có thể truyền cảm hứng cho tất cả mọi người. 10 năm trước, em vừa đăng quang cuộc thi Hoa Hậu Việt Nam và 10 năm sau em đã dùng toàn bộ sự can đảm và dũng cảm của mình để mong muốn thực hiện lý tưởng của mình - Hô vang 2 tiếng Việt Nam trên đấu trường quốc tế. Và em nghĩ rằng, lý tưởng này của em sẽ khuyến khích tất cả các bạn trẻ có thể sống hết mình với lý tưởng của mình bởi vì điều này là tiền đề, làm cơ sở để nước Việt Nam của chúng ta càng ngày càng vững mạnh hơn!
Sau màn trả lời ứng xử, cô đã chiến thắng và trở thành người đầu tiên chiến thắng cả hai cuộc thi Hoa hậu Việt Nam 2014 và Miss Universe Vietnam 2024 trong lịch sử các cuộc thi sắc đẹp tại Việt Nam. Trên sân khấu đăng quang cô cũng chia sẻ sẽ trích ngay lập tức 500 triệu tiền từ giải thưởng để ủng hộ cho người dân Việt Nam đang chịu ảnh hưởng từ bão Yagi (2024). Với cương vị là Miss Universe Vietnam 2024, Kỳ Duyên đại diện Việt Nam tham dự cuộc thi Miss Universe 2024 được tổ chức vào ngày 16 tháng 11 tại Thành phố Mexico, Mexico, đạt top 30 chung cuộc. Ngoài ra, cô còn lấn sang diễn xuất với vai diễn đầu tay trong bộ phim Bộ tứ báo thủ của Trấn Thành.

## Đời tư
Trong tối ngày 6 tháng 12 năm 2014, hàng chục phiên bản khác nhau về tiểu sử của MC Nguyễn Cao Kỳ Duyên đã bị người dùng sử dụng IP liên tục sửa đổi khiến Wikipedia đã phải ra thông báo khóa trang này, không cho phép sửa đổi "vì trang bị phá hoại quá mức ". MC Nguyễn Cao Kỳ Duyên đã gửi lời chúc mừng thông qua Facebook cho cô hoa hậu Nguyễn Cao Kỳ Duyên trùng tên với mình và chúc cô may mắn.

### Tranh cãi
Sau khi đăng quang, Nguyễn Cao Kỳ Duyên đã vướng vào nhiều vụ bê bối về cách ứng xử, bao gồm việc đi dự họp báo trễ, bị bắt gặp hút thuốc lá trong quán cà phê và đang say xỉn vì uống nhiều rượu trong quán bar. Ngày 5 tháng 8 năm 2016, báo Tiền Phong, đơn vị thường trực Ban Tổ chức cuộc thi Hoa hậu Việt Nam 2014 và thừa ủy quyền của Hội đồng đại diện của các đơn vị tham gia tổ chức cuộc thi đã ra quyết định kỷ luật bằng hình thức khiển trách với Kỳ Duyên vì hành vi hút thuốc lá nơi công cộng. Theo quyết định này, Kỳ Duyên được phép giữ lại vương miện nhưng tất cả hình ảnh đại diện, ảnh quảng cáo cho cuộc thi Hoa hậu Việt Nam 2016 có hình ảnh của cô sẽ bị gỡ bỏ, cô cũng không được phép tham gia chương trình đồng hành với Vòng chung kết cuộc thi Hoa hậu Việt Nam 2016. Ngoài ra, cô sẽ bị tước quyền trao vương miện cho tân hoa hậu, thay vào đó trưởng ban tổ chức, tổng biên tập báo Tiền Phong Lê Xuân Sơn và thạc sĩ Phạm Thị Kim Dung, Tổng Giám đốc Công ty Sen Vàng (đơn vị đồng tổ chức cuộc thi) sẽ làm việc này. Đây là lần đầu tiên trong lịch sử Hoa hậu Việt Nam Tân Hoa hậu không được nhận vương miện từ người tiền nhiệm kể từ năm 2012.